# Ontonagon (Michigan)
Ontonagon település az Amerikai Egyesült Államok Michigan államában, Ontonagon megyében, melynek megyeszékhelye is. Lakosainak száma 1285 fő (2020. április 1.).

## Népesség
A település népességének változása:

| 2010 | 1 494 |
| 2020 | 1 285 |